# Архипелаг Туамоту
Архипелаг Туамоту (француски: Îles Tuamotu, званични назив Archipel des Tuamotu) је ланац од 78 атола у Француској Полинезији. По дужини су најдужи у свету, рапоређени на простору величине западне Европе. Укупна површина им је свега око 885 km². Сва ова острва су ниска корална острва. У основи, то су пешчане дине на врху коралних гребена. 
По попису из 2012. популација острва Туамоту износи 15.510 становника. 
Најважнији извор прихода за становништво је култивација црних бисера и копра.